# مارتن كيرنز
مارتن كيرنز (بالإنجليزية: Martin Ewdard Kearns)‏ هو طبال بريطاني، ولد في 7 مارس 1977، وتوفي في 14 سبتمبر 2015.

## وصلات خارجية
- مارتن كيرنز على موقع ميوزك برينز (الإنجليزية)
- مارتن كيرنز على موقع ديسكوغز (الإنجليزية)